# 모리 에이스케

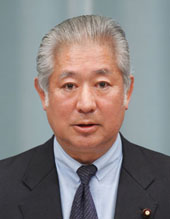
모리 에이스케

모리 에이스케(森 英介, 1948년 8월 31일 ~ )는 일본의 정치인 가문이자, 정치인이다. 아소 내각의 법무대신을 지냈으며, 미키 다케오 일본 내각총리대신의 부인 미키 무쓰코(三木睦子)는 그의 고모이다.

## 약력
지바현 가쓰우라시에서 태어나, 1974년 도호쿠 대학 공학부를 졸업하였다. 졸업 후 가와사키 중공업에 들어갔으며, 1984년 원자력 플랜트의 용접 연구 성과로 공학 박사 학위를 수여받았다. 1990년 제39회 일본 중의원 의원 총선거에 출마해 첫 당선되었으며, 1994년 노동 정무 차관을 지낸 후, 중의원과 자민당에서 여러 직위를 거쳤다. 2003년 후생노동성 부대신이 되었으며, 2008년 아소 다로 내각에서 법무대신이 되었다. 2009년 제45회 일본 중의원 의원 총선거에서 당선되며 통산 일곱 번째 당선을 기록하였다.

## 가족 관계
- 할아버지 모리 노부테루 (森矗昶, 1884년~1941년, 기업인, 모리 콘체른 창립자, 전 중의원 의원)
- 첫째 큰아버지 모리 기요시 (森清, 1915년~1968년, 정치인, 기업인, 제1차 사토 내각 제2차 개조내각에서 총리부 총무장관 역임.)
- 둘째 큰아버지 모리 사토루 (森曉, 1907년~1982년, 경영자, 정치인, 전 중의원 의원, 쇼와 덴코 사장, 지바 공업대학 이사장 등을 역임.)
- 아버지 모리 요시히데 (森美秀, 1919년~1988년, 정치인, 기업인, 전 중의원 의원, 제2차 나카소네 내각 제2차 개조내각에서 환경청 장관 역임.)